# Rhabdadenia biflora
Rhabdadenia biflora är en oleanderväxtart som först beskrevs av Nikolaus Joseph von Jacquin, och fick sitt nu gällande namn av Müll. Arg.. Rhabdadenia biflora ingår i släktet Rhabdadenia och familjen oleanderväxter. Inga underarter finns listade i Catalogue of Life.